# کاوش خطی
کاوش خطی یک طرح در برنامه‌نویسی کامپیوتری برای حل برخورد در جداول هش می‌باشد، این ساختار داده برای نگهداری مجموعه ای از جفت‌های کلید-مقدار و دنبال کردن مقدار مربوط به یک کلید داده‌است. این روش در سال ۱۹۵۴ توسط جین امدال و ایلینا ام مک گرو و آرتور لی ساموئل اختراع شد؛ و اولین بار در سال ۱۹۶۳ توسط دونالد کنوث تجزیه و تحلیل شد. به همراه درهم سازی دوگانه و کاوش دوگانه کاوش خطی شکلی از آدرس دهی باز است. در این طرح‌ها، هر سلول از یک جدول هش یک جفت واحد کلید - مقدار را ذخیره می‌کند. هنگامی که تابع هش باعث ایجاد یک برخورد با نقشه‌برداری از یک کلید جدید به یک سلول از جدول هش که قبلاً توسط یکی دیگر اشغال شده‌است، کاوش خطی جدول را برای نزدیکترین مکان آزاد دنبال می‌کند و کلید جدید آن را وارد می‌کند. مراجعه به همان شیوه انجام می‌شود، با جستجو در جدول به ترتیب شروع در موقعیت ارائه شده توسط تابع هش، تا زمانی که یک سلول با یک کلید تطبیق پیدا کند یا یک سلول خالی پیدا شود ادامه پیدا می‌کند.
و همچنین کاوش خطی یکی از سریعترین استراتژی‌های درهم سازی می‌باشد که علت ان موارد زیر می‌باشد:
سربار حافظه پایین که ناشی از پیاده‌سازی آن می‌باشد که تنها به یک آرایه و تابع درهم ساز نیاز داریم.
مزیت از نظر موقعیت مکانی، زمانی که برخورد اتفاق می‌افتد تنها خانه‌های مجاور را جستجو می‌کنیم.
با ترکیب این دو عامل می‌توان به عملکرد بهتر حافظه نهان کمک کرد.

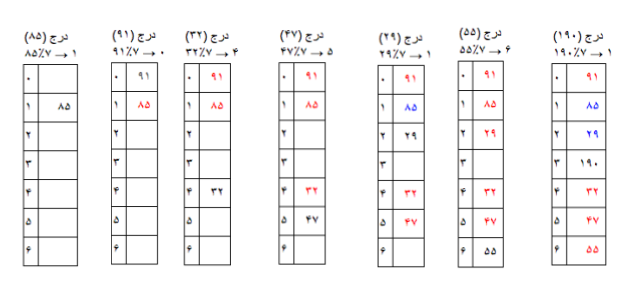
مثالی عددی از کاوش خطی

## عملیات

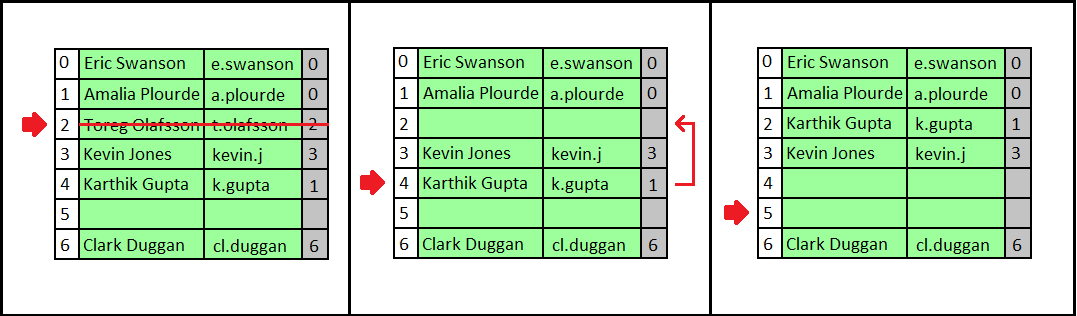
این جدول هش از کاوش خطی برای حل برخوردها استفاده می کند. نمودار روند حذف را نشان می دهد.

کاوش خطی یک جزء از برنامه‌های آدرس دهی باز برای استفاده از یک جدول درهم ساز برای حل مشکل فرهنگ لغت است. در مشکل فرهنگ لغت، داده ساختار باید بتواند یک مجموعه ای از کلید-مقدار را که عملیات اضافه و حذف را روی جفت موضوع‌ها هم کلید و هم مقدار حفظ کند و جستجو را برای مقدار مرتبط با یک کلید داده شده برقرار کند. در راه حل‌های آدرس دهی باز برای این مشکل، داده ساختار یک آرایه T (جدول درهم ساز) است که سلول‌های [ T [ i (هنگام غیر خالی) هر یک از جفت کلید-مقدار را ذخیره می‌کنند. یک تابع درهم ساز برای نشان دادن هر کلید به سلول T استفاده می‌شود که این کلید باید ذخیره شود، به‌طور کلی کلیدهای کلاسیک را کپی می‌کند تا کلیدهایی با مقادیر مشابه در کنار یکدیگر در جدول قرار نداشته باشند. هنگامی که تابع درهم ساز یک کلید را به یک سلول که قبلاً توسط یک کلید دیگر اشغال شده‌است نگاشت می‌کند، یک برخورد هش به‌ وجود می‌آید. کاوش خطی راه حلی برای حل این برخوردها می‌باشد.که با قرار دادن کلید جدید در نزدیک‌ترین سلول خالی زیرین، این برخورد و تصادفات را حل می‌کند.

### جستجو کردن
برای جستجوی یک کلید داده شده x، سلول‌های T مورد بررسی قرار می‌گیرند، با شروع از سلول در شاخص h (x) (که در آن h تابع هش است) و به سلول‌های مجاور h(x) +1 h2(x)+2,... ، تا پیدا کردن یک سلول خالی یا یک سلول که کلید ذخیره آن x است. اگر یک سلول حاوی کلید یافت شود، نتیجه جستجو مقدار آن سلول را بازمی‌گرداند. در غیر این صورت، اگر یک سلول خالی پیدا شود، کلید را نمی‌توان در جدول قرار داد، زیرا در سلول قرار داده شده در اولویت هر سلول بعدی که هنوز جستجو نشده‌است قرار می‌گیرد. در این مورد، عملیات جستجو نتیجه می‌گیرد که کلید در فرهنگ لغت وجود ندارد.

### درج
برای قرار دادن یک جفت کلید-مقدار (x, v) در جدول (احتمالاً جایگزین هر جفت موجود با همان کلید)، الگوریتم درج همان دنباله ای از سلول‌هایی است که برای جستجو دنبال می‌شوند تا زمانی که یک سلول خالی پیدا شود یا یک سلول که کلید ذخیره شده x است. سپس جفت کلید-مقدار جدید به آن سلول منتقل می‌شود.
اگر این درج باعث شود عامل بار جدول (کسری از سلول‌های اشغال شده) به بالاتر از یک آستانه از پیش تعیین شده رشد کند، کل جدول ممکن است با یک جدول جدید جایگزین شود، که با یک عامل ثابت بزرگتر، با عملکرد جدید هش، همان‌طور که در یک آرایه پویا تنظیم این آستانه نزدیک به صفر و استفاده از یک نرخ رشد بالا برای اندازه جدول موجب عملیات سریعتر درهم سازی می‌شود، اما استفاده از حافظه بیشتر از مقدار آستانه نزدیک به یک و نرخ رشد پایین است. یک انتخاب رایج می‌تواند دو برابر کردن جدول باشد، وقتی که ضریب بار بیش از ۱/۲ باشد، ضریب بار را بین ۱/۴ و ۱/۲ قرار می‌دهد.

### حذف
همچنین ممکن است یک جفت کلید-مقدار از فرهنگ لغت حذف شود. با این حال، به سادگی با تخلیه سلول آن کافی نمی‌باشد. این کار می‌تواند بر جستجوهایی برای کلیدهای دیگر که دارای مقدار درهم ساز نزدیکتر از سلول خالی است تأثیر بگذارد، اما در مکان بعدی سلول خالی ذخیره می‌شود. سلول خالی باعث می‌شود که این جستجوهای نادرست گزارش شوند که کلید موجود نیست.
در عوض، زمانی که سلول i خالی می‌شود، لازم است از طریق سلول‌های پایینی جدول به جلو به دنبال پیدا کردن یا یک سلول خالی دیگر یا یک کلید است که می‌تواند به سلول i منتقل (یعنی یک کلید که مقدار هش آن برابر است یا زودتر از i)شود. هنگامی که یک سلول خالی پیدا می‌شود، سپس تخلیه سلول i بی خطر است و فرایند حذف منقضی می‌شود. اما، هنگامی که عمل جستجو یک کلید را پیدا می‌کند که می‌تواند به سلول i منتقل شود، این عمل را انجام می‌دهد. این باعث می‌شود تا جستجوهای بعدی برای کلید منتقل شده سریع تر شود، اما سلول دیگری نیز بعد از آن در همان بلوک سلول‌های اشغال شده از بین می‌رود. جستجو برای یک کلید متحرک همچنان برای سلول خالی جدید ادامه می‌یابد، به همان شیوه، تا زمانی که آن را با رسیدن به یک سلول که قبلاً خالی بود، پایان می‌دهد. در این فرایند انتقال کلید به سلول‌های پیشین، هر کلید تنها یک بار مورد بررسی قرار می‌گیرد؛ بنابراین، زمان کامل تمام فرایند، متناسب با طول بلوک سلولهای اشغال شده حاوی کلید حذف شده، متناسب با زمان اجرا سایر عملیات جدول هش است.
به جای آن، می‌توان از استراتژی حذف تنبل گونه استفاده کرد که در آن جفت ارزش، کلید-مقدار با جایگزینی ارزش با یک مقدار پرچم ویژه که نشان دهنده یک کلید حذف شده‌است حذف می‌شود. با این حال، این مقادیر پرچم به عامل بار در جدول درهم ساز کمک می‌کند. با استفاده از این روش ممکن است لازم باشد ارزشهای پرچم را از آرایه پاک کنیم و دوباره تمام جفتهای کلیدی باقیمانده را بارگذاری کنیم، که کسر زیادی از آرایه توسط کلیدهای حذف شده اشغال می‌شود.

## قطعه کد پیاده‌سازی جدول درهم ساز با استفاده از کاوش خطی[۶]
```
class
 
HashTable
(
object
):

    
def
 
__init__
(
self
):

        
self
.
max_length
 
=
 
8

        
self
.
max_load_factor
 
=
 
0.75

        
self
.
length
 
=
 
0

        
self
.
table
 
=
 
[
None
]
 
*
 
self
.
max_length

    
def
 
__len__
(
self
):

        
return
 
self
.
length

    
def
 
__setitem__
(
self
,
 
key
,
 
value
):

        
self
.
length
 
+=
 
1

        
hashed_key
 
=
 
self
.
_hash
(
key
)

        
while
 
self
.
table
[
hashed_key
]
 
is
 
not
 
None
:

            
if
 
self
.
table
[
hashed_key
][
0
]
 
==
 
key
:

                
self
.
length
 
-=
 
1

                
break

            
hashed_key
 
=
 
self
.
_increment_key
(
hashed_key
)

        
tuple
 
=
 
(
key
,
 
value
)

        
self
.
table
[
hashed_key
]
 
=
 
tuple

        
if
 
self
.
length
 
/
 
float
(
self
.
max_length
)
>=
 
self
.
max_load_factor
:

            
self
.
_resize
()

    
def
 
__getitem__
(
self
,
 
key
):

        
index
 
=
 
self
.
_find_item
(
key
)

        
return
 
self
.
table
[
index
][
1
]

    
def
 
__delitem__
(
self
,
 
key
):

        
index
 
=
 
self
.
_find_item
(
key
)

        
self
.
table
[
index
]
 
=
 
None

    
def
 
_hash
(
self
,
 
key
):

        
# TODO more robust

        
return
 
hash
(
key
)
 
%
 
self
.
max_length

    
def
 
_increment_key
(
self
,
 
key
):

        
return
 
(
key
 
+
 
1
)
 
%
 
self
.
max_length

    
def
 
_find_item
(
self
,
 
key
):

        
hashed_key
 
=
 
self
.
_hash
(
key
)

        
if
 
self
.
table
[
hashed_key
]
 
is
 
None
:

            
raise
 
KeyError

        
if
 
self
.
table
[
hashed_key
][
0
]
 
!=
 
key
:

            
original_key
 
=
 
hashed_key

            
while
 
self
.
table
[
hashed_key
][
0
]
 
!=
 
key
:

                
hashed_key
 
=
 
self
.
_increment_key
(
hashed_key
)

                
if
 
self
.
table
[
hashed_key
]
 
is
 
None
:

                    
raise
 
KeyError

                
if
 
hashed_key
 
==
 
original_key
:

                    
raise
 
KeyError

        
return
 
hashed_key

    
def
 
_resize
(
self
):

        
self
.
max_length
 
*=
 
2

        
self
.
length
 
=
 
0

        
old_table
 
=
 
self
.
table

        
self
.
table
 
=
 
[
None
]
 
*
 
self
.
max_length

        
for
 
tuple
 
in
 
old_table
:

            
if
 
tuple
 
is
 
not
 
None
:

                
self
[
tuple
[
0
]]
 
=
 
tuple
[
1
]

```